# إنجينول ميبيوتات
إنجينول ميبوتات (بالإنجليزية: Ingenol mebutate)، يُباع تحت الاسم التجاري بيكاتو (بالإنجليزية: Picato)، هو دواء يُستخدم لعلاج التقرن السفعي. يُطبق على الجلد مرة واحدة يوميًا لمدة يومين إلى ثلاثة أيام. يبدو أنه يعمل بنفس طريقة فلورويوراسيل أو إيميكويمود.
تشمل الآثار الجانبية الشائعة الاحمرار، وتقشر الجلد، والتقرح، والحكة. قد تشمل الآثار الجانبية الأخرى سرطان الجلد لدى 4% إضافية من الأشخاص، وردود فعل تحسسية، والهربس النطاقي. سلامة استخدامه أثناء الحمل غير واضحة. وهو إستر ديتيربين ماكروسيكلي.
تمت الموافقة على استخدام إنجينول ميبوتات طبيًا في الولايات المتحدة في عام 2012. وبينما تمت الموافقة عليه في أوروبا عام 2012، إلا أنه سُحب لاحقًا بسبب مخاوف تتعلق بالآثار الجانبية. في الولايات المتحدة، تكلف ثلاث جرعات حوالي 1100 دولار أمريكي اعتبارًا من عام 2021. يُستخرج من عصارة نبات فربيون ببلوس (milkweed).

## الاستخدام الطبي
جل إنجينول ميبوتات المطبق موضعيًا لمدة يومين على الجذع أو 3 أيام على الوجه أو فروة الرأس، فعال للعلاج الميداني للتقرنات السفعية.
أُجريت دراسة متابعة لمدة اثني عشر شهرًا على مرضى التقرن السفعي الذين عولجوا بإنجينول ميبوتات، 108 منهم عولجوا في منطقة الوجه أو فروة الرأس و71 في منطقة الجذع أو الأطراف. ووجدت الدراسة أن 46.1% ممن عولجوا في الوجه أو فروة الرأس حققوا خلوًا مستمرًا [من الآفات]، وأن 44.0% ممن عولجوا في منطقة الجذع حققوا خلوًا مستمرًا طوال فترة الدراسة.

### الجرعة
تمت الموافقة على استخدام تركيزين مختلفين من الجل إما للوجه وفروة الرأس (0.015%) أو للجذع والأطراف (0.05%).

## الآثار الجانبية
تهيج موضع التطبيق شائع جدًا. تشمل الأنواع المختلفة من التهيج الاحمرار، والتقشر، وتكون القشور، والألم، والحكة الشديدة، وأحيانًا العدوى. تشمل الآثار الجانبية المحتملة الإضافية تهيج العين، مثل وذمة حول الحجاج (3% من المرضى في الدراسات)، والصداع (2%)، والتهاب البلعوم الأنفي (سيلان الأنف، 2%).
قد تحدث أيضًا ردود فعل تحسسية، والهربس النطاقي، وتغيرات في التصبغ في موضع التطبيق، والتهاب الملتحمة الكيميائي، وحروق القرنية.
أوصت وكالة الأدوية الأوروبية بتعليق ترخيص تسويق إنجينول ميبوتات بسبب مخاوف بشأن زيادة حدوث سرطان الجلد لدى المرضى المعالجين بإنجينول ميبوتات الموضعي مقارنة بالمركبة (الصيدلانية) أو إيميكويمود. نُصح الأطباء بالامتناع عن وصف إنجينول واستخدام خيارات علاجية مختلفة. بعد ذلك، قرر صاحب ترخيص التسويق طلب سحب ترخيص التصنيع لأسباب تجارية. تمت الموافقة على السحب، وبالتالي، لم يعد إنجينول ميبوتات مسجلاً في الاتحاد الأوروبي.

### سرطان الجلد
قيّمت وزارة الصحة الكندية اثنتي عشرة دراسة منشورة في المؤلفات العلمية والطبية لتحديد الصلة بين استخدام إنجينول ميبوتات وسرطان الجلد. وجدت مراجعة وزارة الصحة الكندية أن ستًا من الدراسات الاثنتي عشرة لديها دليل على وجود سرطان الجلد مع استخدام إنجينول ميبوتات. راجعت وكالة الأدوية الأوروبية (EMA) أيضًا مشكلة السلامة هذه. في أبريل 2020، خلصت إلى أن إنجينول ميبوتات قد يزيد من خطر الإصابة بسرطان الجلد وأن مخاطره تفوق فوائده. في 11 فبراير 2020، سحبت الشركة المصنعة المنتج طواعية من سوق الاتحاد الأوروبي.

## التداخلات الدوائية
نظرًا لأن إنجينول ميبوتات لا يُمتص بفعالية عبر الجلد إلى مجرى الدم، فمن غير المرجح حدوث تداخلات مع الأدوية الفموية.

## آلية العمل
الآلية التي يسبب بها إنجينول ميبوتات موت الخلايا لا تزال غير مفهومة تمامًا. وجدت إحدى الدراسات على مزارع سرطانة حرشفية الخلايا (التي يعتبر التقرن السفعي طليعتها) أن مسار إشارات PKC/MEK/ERK يشارك في التسبب في موت الخلايا بعد العلاج بإنجينول ميبوتات. بالإضافة إلى ذلك، تم تحفيز مستقبلات الإنترلوكين الخادعة IL1R2 و IL13RA2، مما أدى إلى انخفاض في حيوية الخلايا على المدى الطويل، وهو ما قد يساعد في منع عودة المرض.

## الكيمياء

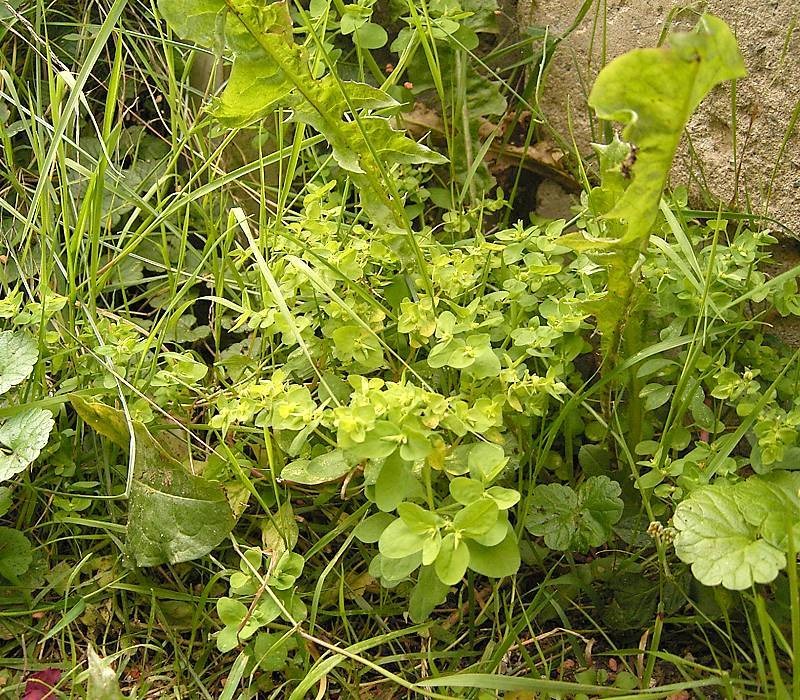
فربيون ببلوس

المادة عبارة عن إستر للديتيربين إنجينول وحمض الأنجيليك. تم وصف تخليق نصفي من 3 خطوات لإنجينول ميبوتات بدءًا من الإنجينول بواسطة مجموعة بحث كيميائي في الدنمارك في عام 2012. تم نشر تخليق من 14 خطوة لـ (+)-إنجينول من (+)-3-كارين، وهو مكون غير مكلف نسبيًا من زيت التربنتين، في يوليو 2013.

## الأبحاث

### فيروس نقص المناعة البشرية
وُجد أيضًا أن إنجينول ميبوتات مفيد في إعادة تنشيط فيروس نقص المناعة البشرية الكامن في خلايا مأخوذة من أفراد كانت نتائج اختباراتهم سلبية لعلامات المرض بعد فترات علاج طويلة بالأدوية المضادة للفيروسات القهقرية، مما يثير احتمال استخدام هذا الدواء لكشف آخر آثار الفيروس، وبالتالي توفير علاج دائم محتمل لعدوى فيروس نقص المناعة البشرية. البحث جارٍ لتحديد ما إذا كانت التأثيرات التي لوحظت في المختبر تُرى أيضًا في النماذج الحيوانية، بهدف إجراء تجارب بشرية في نهاية المطاف لهذا التطبيق.

### إزالة الوشم
وجدت دراسة أجريت على فئران عديمة الشعر أن جل إنجينول ميبوتات بتركيز 0.1% كان قادرًا على إزالة الوشوم التي مضى عليها أسبوعان بشكل ثابت. لوحظ أن الكريات المجهرية داخل الجلد التي تحتوي على الصبغة تنضح إلى قشرة الجرح سليمة وتنسلخ مع التئام الجلد بعد حوالي 20 يومًا من بدء العلاج. يبدو أن هذه الآلية مستقلة عن لون الحبر، على عكس إزالة الوشم بالليزر، التي تكون أقل فعالية لألوان معينة. لم يتم إجراء تجارب بشرية حتى الآن.

## روابط خارجية
- "إنجينول ميبوتات". بوابة معلومات الأدوية. المكتبة الوطنية الأمريكية للطب. مؤرشف من الأصل في 2021-08-28. اطلع عليه بتاريخ 2020-12-27.